# Пегоњага
Пегоњага (итал. Pegognaga) је насеље у Италији у округу Мантова, региону Ломбардија.
Према процени из 2011. у насељу је живело 4676 становника. Насеље се налази на надморској висини од 17 м.

## Становништво
Према резултатима пописа становништва 2011. у општини је живело 7.244 становника.
| 1931. | 1936. | 1951. | 1961. | 1971. | 1981. | 1991. | 2001. | 2011. |
| ----- | ----- | ----- | ----- | ----- | ----- | ----- | ----- | ----- |
| 8.404 | 8.406 | 8.681 | 7.522 | 6.642 | 6.627 | 6.489 | 6.618 | 7.244 |